# Létay László
Létay László (Kolozsvár, 1954. május 10. –) műépítész, építészeti szakíró. Létay Lajos fia.

## Életútja
Középiskolát szülővárosában végzett (1973), műépítész diplomát Bukarestben szerzett (1979). Előbb a gyulafehérvári (1979), majd a kolozsvári Tervező és Kutató Intézetben (1980–87) dolgozott, 1987 őszétől Németországban él.
Első írása A Hétben jelent meg (1977). Szakcikkeit az Utunk, TETT, Arhitectura és a Magyar Építőművészet (Budapest) közölte. Tíz részből álló sorozatát a modern építészetről az Ifjúmunkás (1979), gondolatait a tömegépítészet esztétikájáról a Korunk Évkönyv (1980), értekezését a város, városközpont, városiasság kérdéseiről a Változó valóság című gyűjtemény (1984) hasábjain, Rendezettség és vizuális hatás című tanulmányát a Korunk (1987/7) publikálta.